# Шарон-Спрингс
Ша́рон-Спри́нгс (англ. Sharon Springs) — город в США, расположенный в округе Скохари штата Нью-Йорк, с населением 547 человек по статистическим данным переписи 2000 года. По данным Бюро переписи населения США город Шарон-Спрингс имеет общую площадь в 4,7 квадратных километров и расположен на высоте 336 метров над уровнем моря.
Название городу дано первыми поселенцами по наименованию своего родного города Шарон в штате Коннектикут. Вторая часть названия обусловлена наличием в городе нескольких ручьёв (англ. spring).
Благодаря наличию нескольких комплексов купален, построенных в XIX—начале XX века, Шарон-Спрингс внесён с Национальный реестр исторических мест США.
После упадка, приведшего к разрушению большей части инфраструктуры, в последние десятилетия Шарон-Спрингс переживает значительное развитие.
Улицы Шарон-Спрингс несколько раз являлись естественными декорациями для кинофильмов: в 1951 «The Model and the Marriage Broker» и в 1970 «Я пью твою кровь».
В 2009 и 2010 году Шарон-Спрингс стал местом съёмок телесериала «The Fabulous Beekman Boys». В течение 10 лет в Шарон-Спрингс снимались отдельные эпизоды других американских телесериалов.
Шарон-Спрингс является местом рождения американского писателя Гаррета Сёвисса.